# Tim and Eric's Billion Dollar Movie
Tim and Eric's Billion Dollar Movie è un film del 2012 scritto e diretto da Tim Heidecker e Eric Wareheim.
La trama segue Heidecker e Wareheim, che interpretano versioni romanzate di se stessi, costretti a riaprire un centro commerciale abbandonato per ripagare un prestito sprecato di un miliardo di dollari.
Il film è stato presentato in anteprima al Sundance Film Festival del 2012 ed è uscito nelle sale il 2 marzo 2012, prima di essere distribuito su iTunes e in video on demand il 27 gennaio 2013. Ha ricevuto recensioni generalmente negative dalla critica al momento della sua uscita originale.

## Trama
Due ragazzi ricevono un miliardo di dollari per fare un film, solo per vedere i loro sogni andare in fumo. Per recuperare i soldi, tentano di rivitalizzare un centro commerciale in fallimento.

## Produzione
Parti del film sono state girate nella valle di Coachella, in California, e a Palm Springs nel centro commerciale abbandonato Desert Fashion Plaza,  quest'ultimo utilizzato per il S'wallow Valley Mall. Inizialmente Tim ed Eric avevano progettato di fare le riprese in giro per la città, ma per ragioni di budget l'idea è stata ridotta a un centro commerciale. L'idea di un centro commerciale abbandonato è venuta dal Monroeville Mall in Pennsylvania e dall'Hunt Valley Mall a Baltimora.
Prima dell'uscita del film, Tim ed Eric hanno avviato una campagna chiamata Billion Dollar Pledge chiedendo ai fan e alle celebrità di sostenerli firmando un documento in cui affermavano che non avrebbero scaricato illegalmente il film e anche di non vedere il suo concorso al botteghino Lorax - Il guardiano della foresta. Le star che hanno preso parte all'impegno andavano dai comici e attori Ben Stiller, Mark Proksch, Bob Odenkirk, Seth Green, Peter Serafinowicz, Todd Barry, Rashida Jones e altri, ai musicisti "Weird Al" Yankovic, Maynard James Keenan, Josh Groban, i Yeah Yeah Yeahs e i Maroon 5.
Il 1º gennaio 2021, Tim ed Eric hanno ospitato una visione del film. Come parte di esso, hanno discusso la bozza del sequel mai prodotto Trillion Dollar Movie, che avrebbe coinvolto il duo rapito dal dittatore di un paese africano, costringendoli a fare un programma in stile Saturday Night Live.